# Guido Marini
Pour les articles homonymes, voir Marini.
Guido Marini, né à Gênes le 31 janvier 1965, est un prêtre italien, anciennement maître des célébrations liturgiques pontificales au Vatican et responsable du Chœur de la chapelle Sixtine. Le 29 août 2021, il est nommé, par le pape François, évêque de Tortone.

## Biographie

### Études et vie religieuse
Après le baccalauréat, Guido Marini a fréquenté le séminaire archiépiscopal de Gênes où il a obtenu le baccalauréat en théologie. Ordonné prêtre le 4 février 1989 par le cardinal Giovanni Canestri, il a ensuite obtenu à Rome le doctorat in utroque iure auprès de l'université pontificale du Latran et, en 2007, la licence en psychologie  auprès de l'université pontificale salésienne.

### Secrétaire des archevêques de Gênes
De 1988 à 2003, il a été secrétaire des archevêques de Gênes, les cardinaux Giovanni Canestri, Dionigi Tettamanzi et Tarcisio Bertone. Maître des cérémonies des cardinaux Tettamanzi et Bertone, ainsi que du cardinal Angelo Bagnasco ; Guido Marini s'est occupé particulièrement de la rédaction des livrets liturgiques, créant le « Collegium Laurentianum », une association de volontaires pour le service d'ordre et d'accueil de la cathédrale San Lorenzo à Gênes.
De 2003 à 2005, il a été directeur du Bureau diocésain pour l'éducation et l'école. De 1996 à 2001, il a été membre élu du Conseil presbytéral diocésain du clergé de Gênes. Nommé chancelier archiépiscopal en 2005, il est devenu membre de droit dudit conseil presbytéral et, avec la charge de secrétaire, membre du Conseil épiscopal. À partir de 1992, il a enseigné le droit canonique dans les sections génoises de la Faculté de théologie d'Italie du Nord et à l'Institut supérieur de sciences religieuses, où il professait également le cours de théologie des ministères.
En 2002, il a été nommé chanoine de la cathédrale San Lorenzo, dont à partir  de 2003 il était le préfet. À partir de 2004, il a également occupé le poste de directeur spirituel du Séminaire archiépiscopal de Gênes.

### Maître des célébrations liturgiques pontificales
Le 14 septembre 2007 en la fête de l'exaltation de la Sainte-Croix, il est reçu à l’évêché de Gènes par son archevêque le cardinal Angelo Bagnasco qui lui annonce sa prochaine nomination comme « maître des célébrations liturgiques pontificales ». Le 28 septembre suivant, le pape Benoît XVI lui confère le titre de Prélat d'honneur de Sa Sainteté et le 1er octobre 2007, le pape le nomme officiellement « maître des célébrations liturgiques pontificales » succédant ainsi à Piero Marini. La première célébration pontificale dont il a été maître de cérémonies a été la prière pour les pontifes défunts, présidée par le pape dans les grottes du Vatican le 2 novembre 2007.
Le 18 février 2013, il promulgue au nom du pape Benoît XVI un rescrit modifiant l'ordo du rite de l'inauguration solennelle du pontificat.
Le 12 mars 2013, il lui revient de prononcer la formule rituelle Extra omnes ! et de procéder à la fermeture des portes de la chapelle Sixtine marquant ainsi le début du conclave.
Le 19 février 2014, lors du renouvellement des membres du Dicastère pour les Églises orientales à l'occasion du début du pontificat du pape François, il est nommé consultant de cette congrégation.
Le 13 avril 2014, le pape François le confirme dans ses fonctions de maitre des célébrations, cette décision intervient après l'analyse par les médias des différences de sensibilités sur la liturgie entre lui et le pape, mais les gestes réguliers d'affection du pape envers lui ne sont finalement pas restés inaperçus. Il est renouvelé en décembre 2017 pour un nouveau quinquennat malgré encore cette fois ci des spéculations.
Le 17 janvier 2019, par une Lettre apostolique en forme de Motu proprio, le pape François le nomme aussi responsable du Chœur de la chapelle Sixtine.

### Évêque
Le 29 août 2021, il est nommé, par le pape François, évêque de Tortone.
Le 17 octobre 2021, il a reçu l'ordination épiscopale, en la basilique Saint-Pierre au Vatican, en même temps que l'archevêque Andrés Gabriel Ferrada Moreira (de), des mains du Souverain Pontife.
L'entrée à Tortone et la prise de possession du diocèse eurent lieu le 7 novembre.

## Autres images

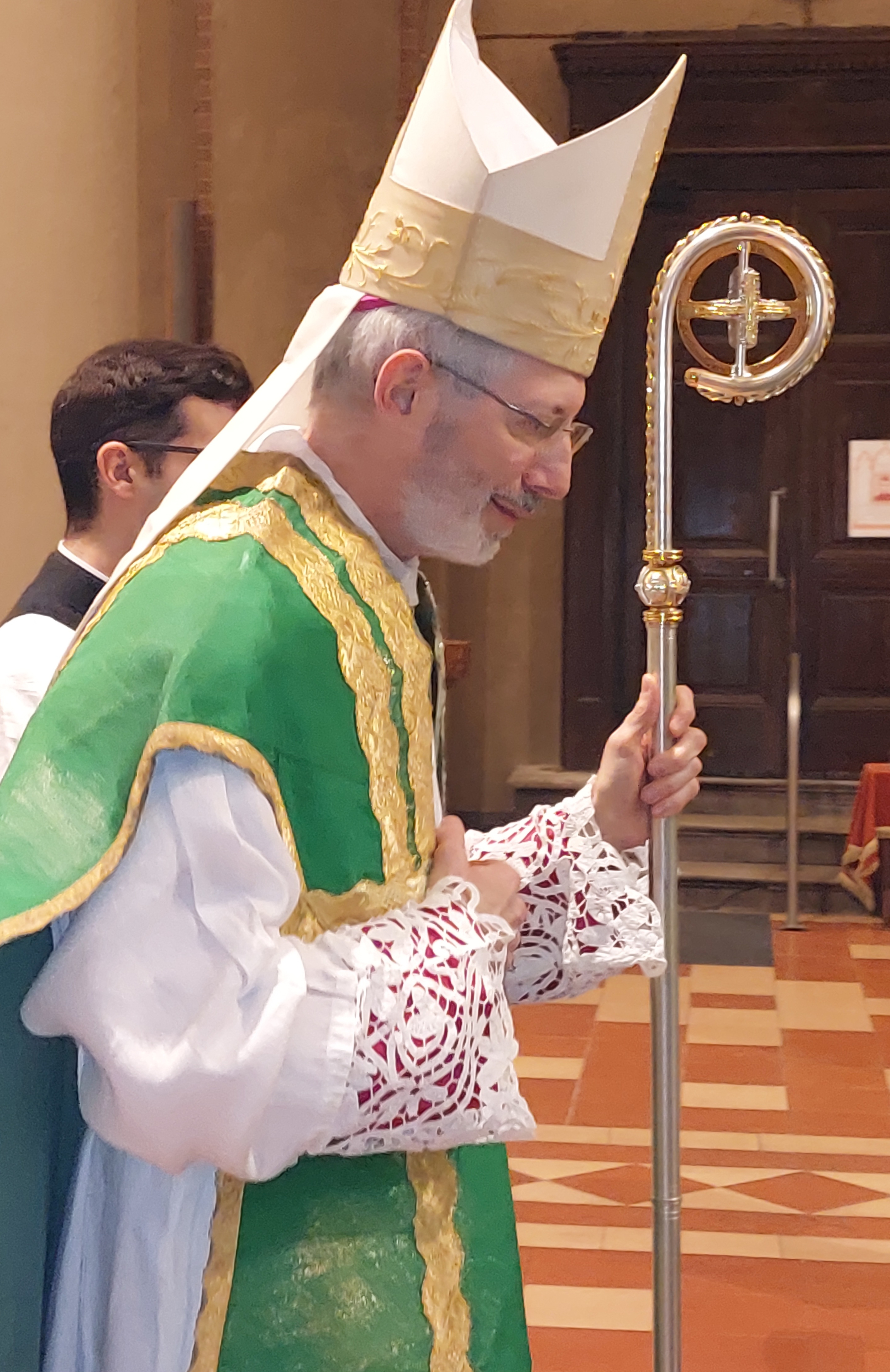
Père Guido durant une liturgie à Cremone, 13 janvier 2024.

## Publications
Guido Marini a publié divers ouvrages de spiritualité et des articles dans des revues. Il a en outre surtout exercé son ministère dans le domaine de la prédication, de la direction spirituelle, de l'accompagnement de groupes de jeunes et comme assistant spirituel de quelques communautés religieuses de femmes.
- La liturgie, mystère du Salut, Éditions Artège, 2010, 68 pages.  (ISBN 978-2360400300)
- La liturgie, Gloire de Dieu, sanctification de l'homme, Perpignan, Éditions Artège, 2013, 132 p. (ISBN 978-2-36040-231-1, lire en ligne)

## Source
- (it) Cet article est partiellement ou en totalité issu de l’article de Wikipédia en italien intitulé « Guido Marini » (voir la liste des auteurs).